# Markův mlýn (přírodní památka)
Přírodní památka Markův mlýn je tvořena dvěma malými lokalitami nedaleko Markova mlýna v údolí říčky Loděnici na území Unhoště v okrese Kladno, poblíž hranice Chyňavy. Jedna z nich je loučka v kopci asi 200 metrů severně od mlýna, u modré turistické značky. Druhá se nachází asi 100 metrů západně od mlýna, v rámci ostrova tvořeného meandrem řeky a mlýnským náhonem. Zdejší přírodní památka byla vyhlášena za účelem ochrany zdejších unikátních rostlin, společenstev skalních stepí s poměrně hojným výskytem chráněného koniklece lučního českého (Pulsatilla pratensis subsp. bohemica) a méně početnou populací křivatce českého (Gagea bohemica). Dále zde roste například sesel sivý (Seseli osseum), tráva smělek štíhlý (Koeleria macrantha) nebo chrpa chlumní (Centaurea triumfettii), při okrajích keře lísky obecné (Corylus avellana) nebo řešetláku počistivého (Rhamnus cathartica).